# Daoud Aoulad-Syad
Daoud Aoulad-Syad (àrab: داوود اولاد السيد ; nascut el 14 d'abril de 1953 a Marràqueix) és un fotògraf marroquí, film director, i guionista. La seva fotografia, sobretot girant al voltant del Marroc i els seus habitants, ha estat present en exposicions arreu del món.

## Biografia
Mentre estudiava el doctorat en física a la Universitat de Nancy, es va apassionar per la fotografia. Després de diverses exposicions, va començar a assistir a un taller de cinema a l'École nationale supérieure des professions de l'image et du son. Va dirigir els curtmetratges Mémoire ocre, Entre l'absence et l'oubli i L'Oued abans de fer el seu primer llargmetratge, Adieu forain el 1998.

## Filmografia

### Director
- 1991 : Mémoire ocre (curtmetratge)
- 1993 : Entre l'absence et l'oubli (curtmetratge)
- 1995 : L’Oued (curtmetratge)
- 1998 : Adieu forain
- 2001 : Le Cheval de vent (Aoud rih)
- 2004 : Tarfaya
- 2007 : Waiting for Pasolini (Fi intidar Pasolini)
- 2010 : La Mosquée (A Jamaâ)
- 2018 : Les voix du désert